# Племянников, Василий Андреевич

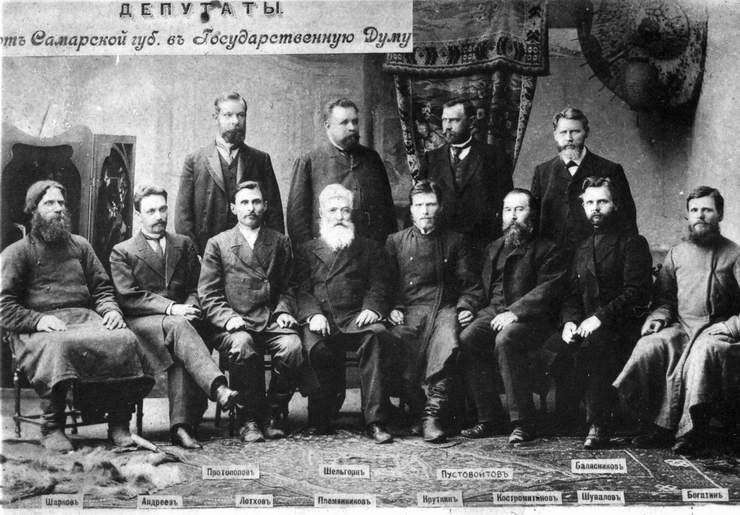
Члены государственной Думы Первого созыва от Самарской губернии. Первый ряд (слева направо) — П. В. Шарков, А. А. Андреев, И. С. Лотхов, В. А. Племянников, М. М. Круткин, Г. Н. Костромитинов, И. Е. Шувалов, Д. Г. Богатин; Второй ряд — Д. Д. Протопопов, Г. Х. Шельгорн, И. И. Пустовойтов, В. Ф. Балясников.

Василий Андреевич Племянников (1845, Бузулукский уезд Самарской губернии — 23 ноября 1914, там же) — земский деятель, депутат Государственной думы I созыва от Самарской губернии.

## Биография
Родился в дворянской семье. Получил домашнее образование. С 1871 по 1914 годы был гласным самарского Губернского земского собрания, с 1894 по 1902 год — состоял в Самарской губернской земской управе. В 1896 году — исполняющий обязанности председателя Самарской земской управы и заведовал Санитарным бюро, в 1902—1904 годах — председатель Самарской управы. Участник земских съездов 1904—1905. Председатель Бузулукского уездного комитета Конституционно-демократической партии, вошёл в состав губернского комитета этой партии со времени его образования в 1906 году. Владел в землёй в Бузулукском уезде.
26 марта 1906 избран в Государственную думу I созыва от общего состава выборщиков Самарского губернского избирательного собрания. Сразу после избрания вместе с другими Самарскими депутатами послал на имя председателя правительства графа Витте следующую телеграмму; «Мы члены Государственной Думы, Самарской губернии, сим протестуем против смертной казни и требуем немедленного прекращения смертных приговоров. Андреев, Балясников, Богатин, Костромитинов, Круткин, Лотхов, Племянников, Протопопов, Пустовойтов, Шарков, Шувалов».
В Думе вошёл в состав Конституционно-демократической фракции. Состоял в Продовольственной комиссии Думы. Поставил свою подпись под законопроектом «О гражданском равенстве». Выступал с думской трибуны по вопросам об ответном адресе, о докладе бюджетной комиссии об ассигновании 15 миллионов рублей на продовольственную помощь населению.
С 1911 года состоял членом попечительского совета женских гимназий и совета губернского сельскохозяйственного общества. В 1907—1914 годах избирался почётным мировым судьёй Самары и Бузулукского уезда.

### Архивы
- Российский государственный исторический архив. Фонд 1278. Опись 1 (1-й созыв). Дело 27. Лист 10, 11; Фонд 1327. Опись 1. 1905 год. Дело 141. Лист 29-29 оборот.